# Tomaz Garcia Duarte Júnior
Tomaz Garcia Duarte Júnior (Madalena do Pico, 21 de junho de 1926 — Ponta Delgada, 12 de agosto de 2003) foi um intelectual e político açoriano que, entre outras funções, foi deputado e membro do III Governo Regional dos Açores.

## Biografia
Tomaz Duarte nasceu na vila da Madalena, ilha do Pico, filho do professor primário faialense Tomaz Garcia Duarte e de Albertina Ferreira da Silva Duarte. Após concluir o ensino primário na sua vila natal, partiu para a ilha do Faial onde concluiu o Curso Geral dos Liceus no Liceu Nacional da Horta. Como naquela cidade não era ministrado o curso complementar, foi bolseiro da Junta Geral do Distrito da Horta para fazer o Curso Complementar no Liceu Nacional de Ponta Delgada, na ilha de São Miguel. Concluído o ensino secundário matriculou-se na Faculdade de Medicina da Universidade de Lisboa, mas não concluiu o curso.
Após desistir do curso de Medicina cumpriu o serviço militar obrigatório, voltando à Horta em 1952, onde obteve emprego na Casa Bensaúde daquela cidade, na qual desempenhou vários cargos de direção. Na cidade da Horta teve forte intervenção cívica, tendo sido um dos fundadores da Caixa Sindical do Distrito da Horta e dirigente de várias agremiações culturais, sindicais e desportivas, nomeadamente do Núcleo Cultural da Horta, do Sindicato dos Empregados de Escritório e Caixeiros do Distrito da Horta, da Sociedade Amor da Pátria e do Fayal Sport Club. Secretariou a III Semana de Estudos Açorianos, realizada naquela cidade em 1964.
Também esteve envolvido em várias iniciativas empresariais nas ilhas do Faial e Pico, entre as quais a fundação da AÇORTUR, de cuja assembleia geral foi presidente. No campo político, foi procurador da Junta Geral do Distrito Autónomo da Horta e vogal da respectiva comissão executiva. Em 1969 transferiu-se para Ponta Delgada onde entre esse ano e 1974 integrou a direção executiva da SATA.
Com a criação da Universidade dos Açores retornou ao ensino superior, tendo obtido a licenciatura em Administração e Contabilidade no ano de 1979. Mais tarde voltaria à Universidade, licenciando-se em Organização e Gestão de Empresas em 1984.
A partir de 1979 fixou-se na Horta e ingressou na atividade política. Foi Secretário Regional dos Transportes e Turismo  do III Governo Regional dos Açores, em funções de 1984 a 1988, e de pois deputado à Assembleia Legislativa Regional, eleito nas listas do PSD no círculo da ilha do Pico, na legislatura de 1988 a 1992. A sua passagem pelo Governo ficou marcada por realizações importantes nos domínios das infraestruturas portuárias e aeroportuárias e do fomento da indústria do turismo. Entre elas relevam-se a sua ação direta na criação das empresas de transportes marítimos Transinsular e Transmaçor e a inclusão do Aeroporto da Horta como destino dos Transportes Aéreos Portugueses (TAP). Foi também o principal mentor da fundação da SITURPICO e da edificação do primeiro hotel na vila da Madalena na década de 1980.
Tomaz Duarte foi também o impulsionador da criação de várias entidades e movimentos de carácter sócio-cultural e patrimonial, entre as quais o Triângulo Insular, entidade precursora da Associação de Municípios do Triângulo e da criação do Triângulo (Pico-Faial-São Jorge) como região turística. Foi também o grande dinamizador da organização da Festa das Vindimas e da criação do Museu do Vinho do Pico, tendo iniciado o movimento cívico que levou à criação da Paisagem da Cultura da Vinha da Ilha do Pico e a sua subsequente integração na lista do Património Mundial da UNESCO, preservando a sua paisagem de curraletas e maroiços.
Foi também o principal promotor da fundação do Círculo de Amigos da Ilha do Pico, voltado para a defesa dos interesses locais da ilha e para a defesa do seu património cultural e paisagístico, incluindo a preservação dos maroiços. Foi promotor de homenagens a diversas individualidades das ilhas do Pico e Faial. Neste campo, Tomaz Duarte cedo se revelou acérrimo defensor dos valores da sua ilha. Foi investigador histórico, amante da natureza e do belo, jornalista e escritor de pena escorreita. Era particularmente intransigente quanto à preservação de tudo o que ao património picaroto respeitava, com destaque para a arquitetura e a paisagem natural e edificada.
No campo intelectual, é autor de vários trabalhos publicados em livro, de palestras e de conferências e de diversos artigos no Boletim do Núcleo Cultural da Horta e nos jornais Correio da Horta e Bom Combate, de que foi co-fundador. Colaborou na imprensa particularmente nas décadas de 1950 e de 1960, geralmente tratando questões históricas das ilhas do Faial e do Pico. Foi sócio-correspondente do Instituto Histórico da Ilha Terceira.

## Obras publicadas
Tomaz Duarte é autor de inúmeros trabalhos, palestras e conferências, dispersas em publicações como o Boletim do Núcleo Cultural da Horta e os jornais Bom Combate, do qual foi fundador, e Correio da Horta, entre outras. Para além de vasta colaboração dispersa pela imprensa periódica, é autor, entre outras, das seguintes obras:
- São Mateus: cinco séculos depois.... Madalena, Câmara Municipal, 1982 (esboço histórico sobre a fundação e factos mais relevantes daquela freguesia da ilha do Pico);
- Nasceu para ser grande. Angra do Heroísmo, Secretaria Regional da Educação e Cultura, 1984 (conferência sobre o 75.º aniversário do Fayal Sport Club);
- «A Horta em meados do século XIX, subsídios para a sua análise». Boletim do Núcleo Cultural da Horta, 8 (1988), pp. 27-44 (conferência proferida pelo 125.º aniversário da Sociedade Amor da Pátria);
- Criação Velha, paróquia e freguesia em 1799. Criação Velha, Casa do Povo, 1999 (a propósito do II centenário daquela freguesia da ilha do Pico);
- O concelho da Madalena, subsídios. Madalena, Câmara Municipal, 1999 (coletânea de estudos sobre a história da ilha do Pico, particularmente sobre o concelho da Madalena).
- A Matriz da Madalena e três dos seus padres. Madalena, Câmara Municipal, 2000 (sobre o historial do templo e as intervenções dos padres José Lourenço Medeiros, António Oscar de Lacerda e Manuel Garcia Dutra na Matriz e na paróquia da Madalena);
- O vinho do Pico. Horta, Ed. do Autor, 2001 (sobre a história da vitivinicultura na ilha do Pico);
- O Culto do Divino Espírito Santo. Ponta Delgada, Direção Regional das Comunidades, 2001;
- Dr. Urbano Prudêncio da Silva. Madalena, Câmara Municipal, 2002 (nota biográfica do advogado Urbano Prudêncio da Silva);
- A comunidade do Canal (pref. João Dias Afonso). Madalena, Câmara Municipal, 2004.